# Arico el Nuevo
Arico el Nuevo es una de las entidades de población que conforman el municipio de Arico, en la provincia de Santa Cruz de Tenerife —Canarias, España—.
El núcleo urbano fue catalogado como Bien de Interés Cultural en la categoría de Conjunto Histórico en 2007 por presentar un conjunto de inmuebles de gran valor histórico, etnográfico y arquitectónico, reflejos de la vida canaria del siglo xviii.

## Toponimia
La localidad toma el nombre del vecino lugar de Villa de Arico, al que se le agregó el apelativo de «el Nuevo» por haber sido fundado con posterioridad por familias procedentes de la villa.

## Geografía
Está situado a 4,9 kilómetros de la capital municipal, alcanzando una altitud media de 241 m s. n. m.
Cuenta con la iglesia parroquial dedicada a nuestra señora de la Luz, con varias plazas públicas, con el campo de fútbol Francisco Rodríguez de Azero y Salazar em el que juega como local el CD manantial de Tajo siendo el único equipo que juega en este municipio teniendo categoría en regional juvenil, cadete, infantil y alevín  con un cementerio municipal, así como con algunos pequeños comercios.

## Historia
Arico el Nuevo surge a lo largo del siglo xviii en torno al camino real que comunicaba el pago de La Degollada con el Porís de Abona, puerto principal del término, adquiriendo importancia hacia mediados del referido siglo debido al establecimiento de varias familias procedentes de Lomo de Arico debido a la escasez de agua de abasto que presentaba este lugar.
La primitiva ermita dedicada a Nuestra Señora de la Luz fue construida hacia 1768 en terrenos donados por el capitán Gil Gómez Morales, siendo ampliada en 1895 y reformada en la década de 1940. La ermita fue erigida en parroquia por el obispo fray Albino González el 18 de noviembre de 1929.
Entre 1924 y 1929, la capitalidad del municipio se estableció en Arico el Nuevo dada su situación estratégica prácticamente en el centro de la jurisdicción y a su mayor potencialidad agrícola y comercial.
En 1925 es inaugurado el cementerio municipal de la localidad.

## Demografía
| Año        | 2000 | 2005 | 2010 | 2015 | 2020 |
| ---------- | ---- | ---- | ---- | ---- | ---- |
| Habitantes | 189  | 173  | 162  | 141  | 140  |

## Comunicaciones
Se accede al barrio por la carretera general del Sur TF-28.

### Transporte público
En autobús —guagua— queda conectado mediante las siguientes líneas de TITSA:
| Línea | Trayecto                                            | Recorrido     |
| ----- | --------------------------------------------------- | ------------- |
| 035   | Güímar - Granadilla de Abona (por Fasnia y Arico)   | Horario/Línea |
| 430   | Granadilla - San Isidro - Villa de Arico - El Porís | Horario/Línea |

## Lugares de interés
- Iglesia de nuestra señora de la Luz
- Casa rural La Plaza
- Casa rural Villa Dolores
- Campo municipal de fútbol de Arico lugar en el que juega el CD Manantial de Tajo

## Galería

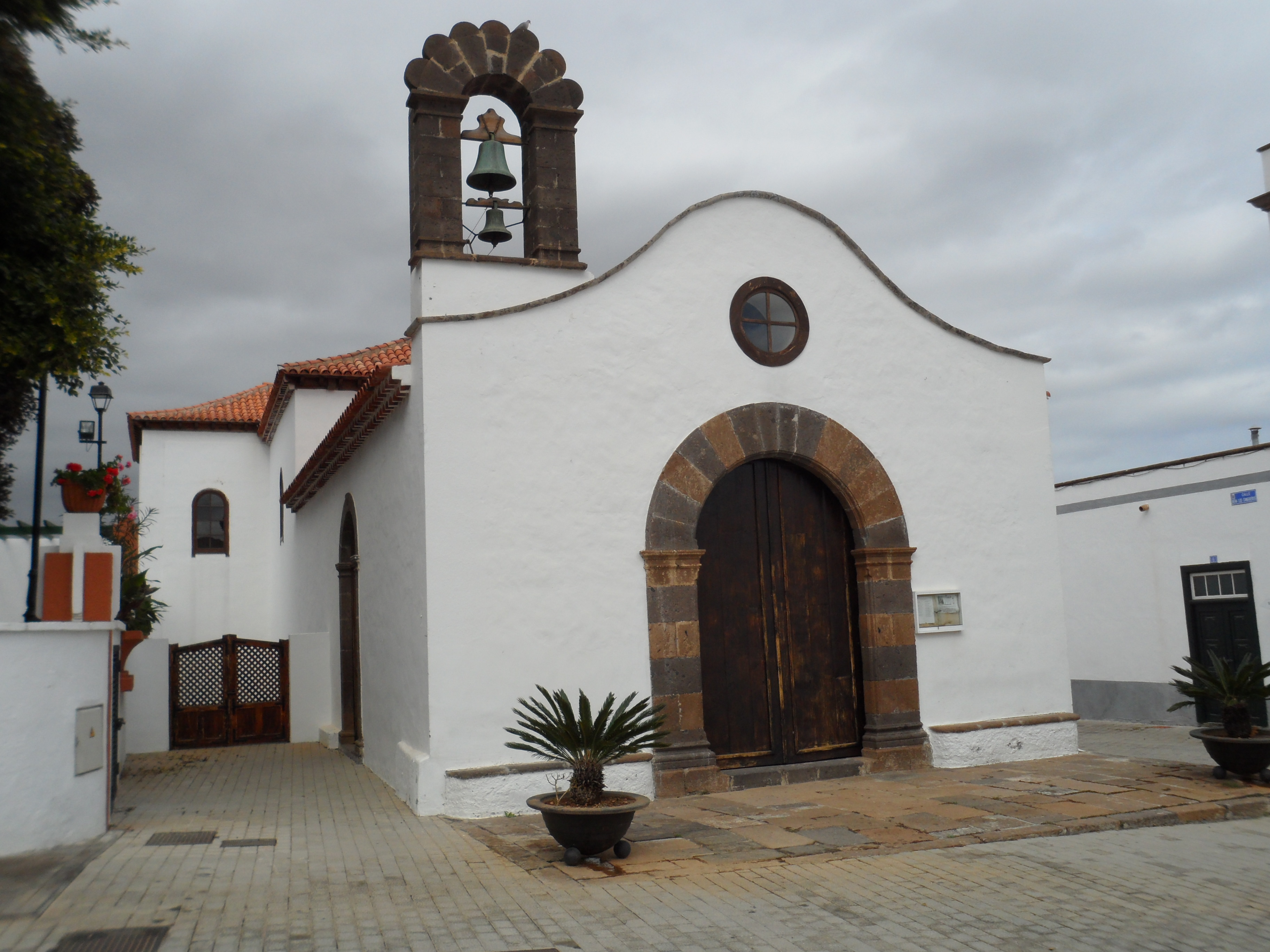
Iglesia  de nuestra señora de la Luz.
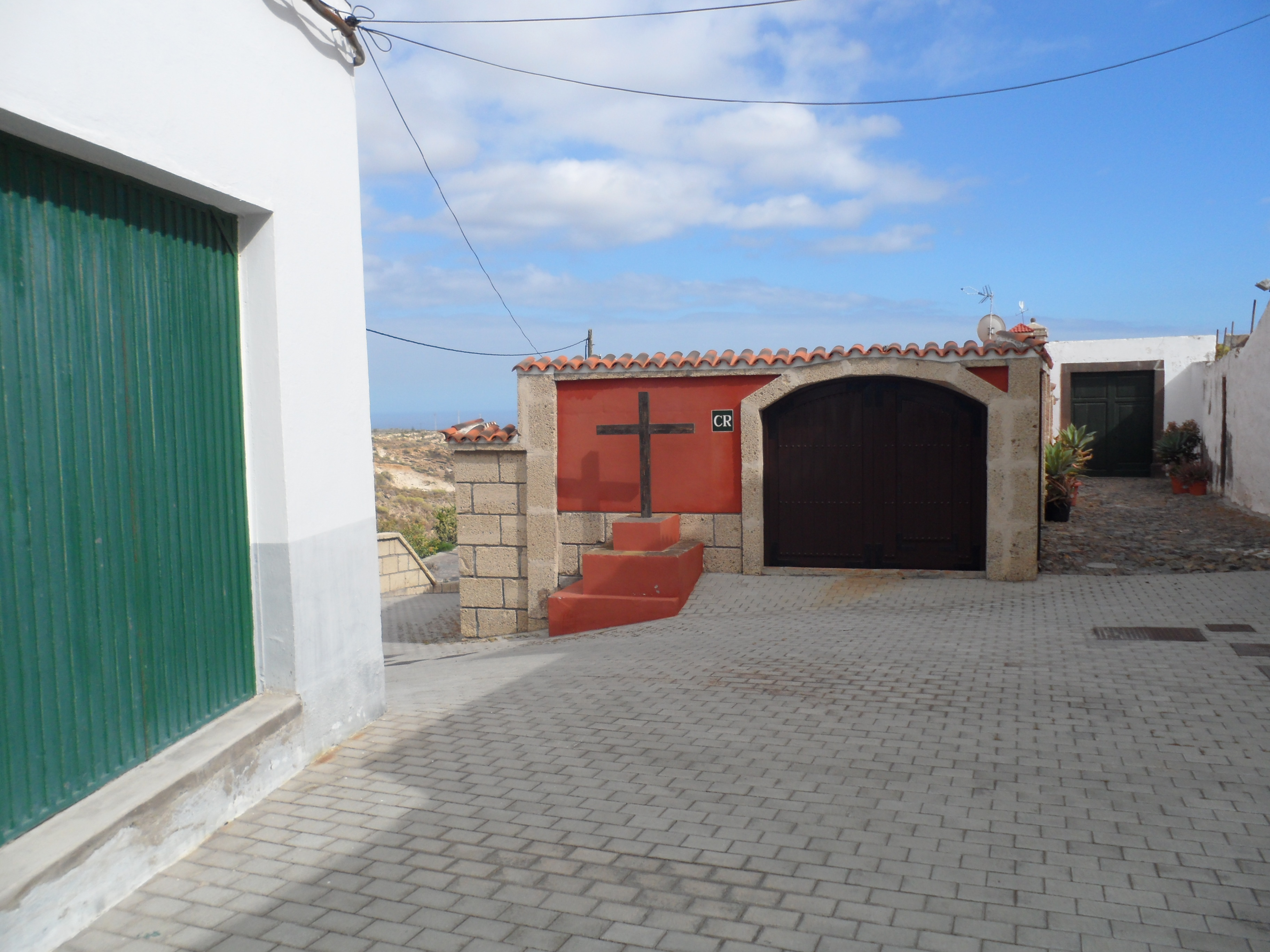
Calle de adoquines en Arico el Nuevo.